# قسم بير سليمان الريفي (مقاطعة أسد أباد)
قسم بير سليمان الريفي (بالفارسية: دهستان پیرسلیمان) هي قسم تقع في إيران في همدان. يقدر عدد سكانها بـ 6,835 نسمة .